# Vuoto (astronomia)

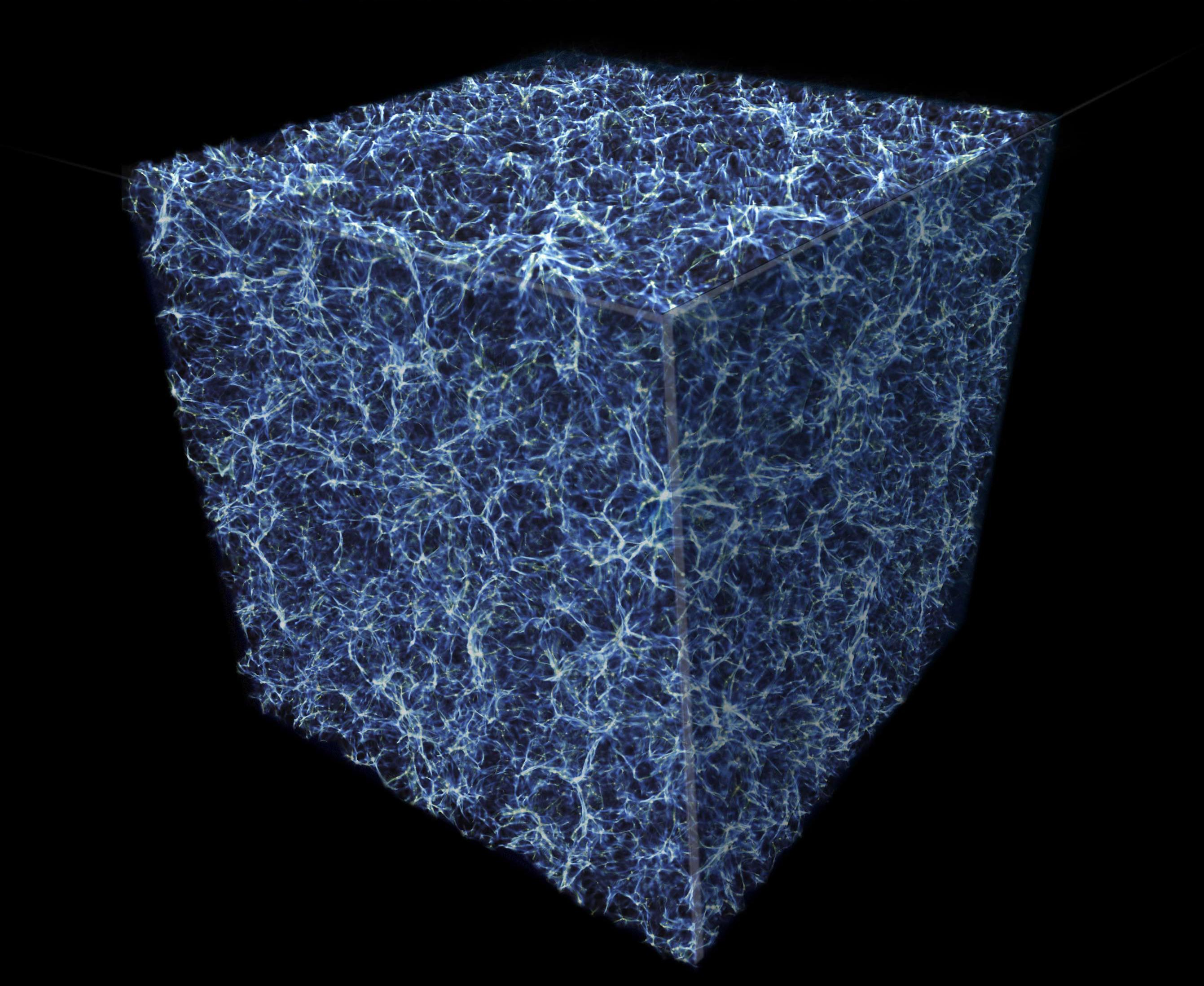
Rappresentazione della distribuzione della materia in una sezione cubica dell'Universo. I filamenti blu rappresentano la materia (principalmente materia oscura) e le regioni vuote tra essi rappresentano i vuoti cosmici.

Il vuoto, in astronomia, è una regione dell'Universo caratterizzata da una densità di materia estremamente bassa (meno di 1/10) rispetto alla media, anche se non completamente priva. All'interno di un vuoto si trovano poche ed isolate galassie o nubi di gas.
I vuoti sono delimitati dai filamenti, enormi strutture formate da ammassi e superammassi di galassie legati tra loro da forze gravitazionali. I vuoti hanno dimensioni che variano da 11 a 150 megaparsec e i vuoti particolarmente grandi, caratterizzati dall'assenza di superammassi, sono definiti supervuoti. I vuoti situati in aree dell'Universo ad alta densità sono più piccoli di quelli che si trovano nelle aree a bassa densità.

## Teorie
Si ritiene che i vuoti si siano formati a partire da oscillazioni acustiche barioniche a seguito del Big Bang, collassi di massa per implosioni della materia barionica compressa. A partire da iniziali piccole anisotropie, dovute alle fluttuazioni quantistiche nell'Universo primordiale, queste anisotropie sono cresciute enormemente nel corso del tempo. Le regioni a più alta densità sono collassate più rapidamente sotto l'azione della gravità dando luogo, a grande scala, ad una struttura simile a schiuma o paragonabile a una ragnatela cosmica di vuoti e filamenti di galassie che osserviamo oggi.
I vuoti sembrano mostrare una correlazione con la temperatura della radiazione cosmica di fondo a microonde (CMB), a causa dell'effetto Sachs-Wolfe. In conseguenza del redshift gravitazionale, le regioni più fredde appaiono in correlazione con i vuoti, mentre le regioni più calde sono correlate con i filamenti. Dato che l'effetto Sachs-Wolfe ha senso solo se l'Universo è dominato da radiazioni o energia oscura, l'esistenza dei vuoti può rappresentare significative prove fisiche dell'esistenza dell'energia oscura.

## Storia

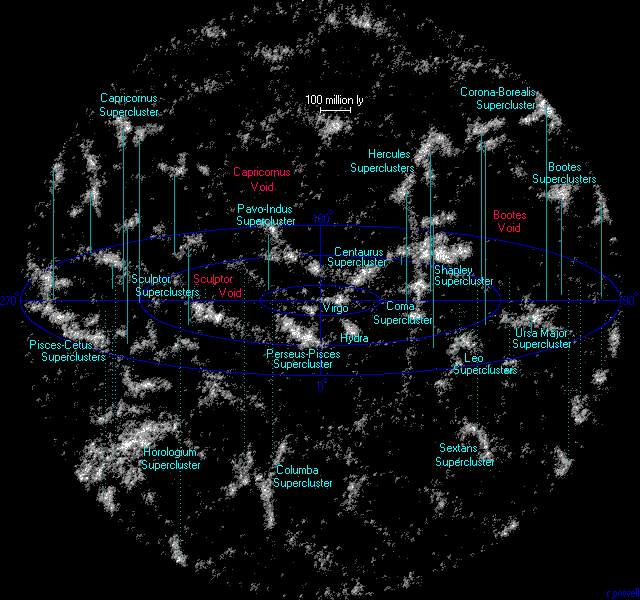
Struttura a grande scala dell'Universo, dove si nota la presenza dei "supervuoti"

La scoperta dei vuoti nel 1978 si deve agli studi di Stephen Gregory e Laird A. Thompson dell'osservatorio di Kitt Peak.
Lo studio dei vuoti cosmici iniziò verso la metà degli anni '70, di pari passo con l'aumento degli studi sul redshift, che nel 1978 portò separatamente due gruppi di astrofisici a descrivere la presenza di superammassi e vuoti nella distribuzione delle galassie in una grande regione dello spazio, e gli ammassi Abell. Di conseguenza lo studio dello spostamento verso il rosso ha provocato una vera e propria rivoluzione in campo astronomico, permettendo l'aggiunta della terza dimensione nell'approntamento delle mappe dell'Universo, attraverso il calcolo del redshift di ogni singola galassia.

### Cronologia degli studi sui vuoti
- 1961 – Sono descritte strutture a grande scala, gli ammassi di secondo ordine, uno specifico tipo di superammasso[7].
- 1978 – Sono pubblicati i primi lavori sui vuoti nell'ambito degli studi sugli ammassi della Chioma/A1367[4][8]
- 1981 – nella regione del Boote è scoperto un grande vuoto del diametro di quasi 50 h−1 Mpc, successivamente ricalcolato in circa 34 h−1 Mpc[9][10].
- 1983 – le simulazioni al computer divengono abbastanza sofisticate nel fornire risultati affidabili sulle modalità di crescita ed evoluzione delle strutture e della distribuzione delle galassie a grande scala[11][12].
- 1985 – Raccolta di informazioni dettagliate sul superammasso ed il vuoto della regione di Perseo-Pesci[13].
- 1989 – Il Center for Astrophysics Redshift Survey rivela che i grandi vuoti, con i sottili filamenti e i muri che li circondano, dominano la struttura a grande scala dell'Universo[14].
- 1991 – Il Las Campanas Redshift Survey conferma l'abbondanza dei vuoti nella struttura a grande scala dell'Universo[15].
- 1995 – I confronti delle osservazioni di galassie, selezionate otticamente, indicano che gli stessi vuoti sono identificati indipendentemente dal campione selezionato[16].
- 2001 – Completato il two-degree Field Galaxy Redshift Survey che aggiunge un grande numero di vuoti al database di vuoti già noti[17].
- 2009 – I dati dell'ultimo Sloan Digital Sky Survey (SDSS) combinati con le precedenti osservazioni dell'Universo a grande scala, forniscono una visione più completa e dettagliata della struttura dei vuoti cosmici[18][19].

## Descrizione

### Struttura a grande scala
Considerando la struttura dell'Universo a grande scala, è possibile individuare i componenti della rete cosmica, che comprendono:
- I Vuoti – vaste regioni a bassa densità di materia, solitamente di dimensioni superiori a 10 megaparsec di diametro.
- I Muri o Muraglie – regioni che contengono la tipica quantità media di materia del cosmo, e che a loro volta comprendono:
  - Gli ammassi di galassie – zone ad alta concentrazione dove i muri si incontrano e si intersecano; l'aggregazione di ammassi forma i superammassi di galassie
  - I filamenti – ramificazioni dei muri che si estendono per decine di megaparsec[20].

Come si è accennato, i vuoti hanno una densità media di meno di 1/10 di quella dell'Universo. Supposto questo valore, non esiste tuttavia un accordo sulla definizione delle loro caratteristiche. Ciò vale anche per la densità cosmica media, generalmente descritta come il rapporto tra numero di galassie per unità di volume sulla massa totale di materia per unità di volume.

### Metodi per la ricerca dei vuoti
Esistono vari metodi per la ricerca dei vuoti che fanno comunque capo a tre metodologie principali:
- VoidFinder Algorithm - metodo basato sulla valutazione della densità locale delle galassie[23][24];
- ZOBOV (Zone Bordering On Voidness) Algorithm - attraverso la valutazione geometrica delle strutture nella distribuzione della materia oscura, in relazione alle galassie[21][25][26];
- DIVA (DynamIcal Void Analysis) Algorithm - l'identificazione dinamica delle strutture utilizzando punti gravitazionalmente instabili nella distribuzione della materia oscura[22][27].

### Importanza dei vuoti

Una regione cubica di 43x43x43 megaparsec che mostra l'evoluzione della struttura a grande scala lungo un periodo logaritmico a partire da un redshift di 30 fino ad un redshift di 0. Il modello mostra chiaramente come le regioni dense di materia si contraggano sotto l'azione complessiva delle forze gravitazionali mentre, contemporaneamente all'espansione dei vuoti cosmici, la materia si addensi nei muri e nei filamenti.

L'interesse dello studio dei vuoti spazia in vari campi della cosmologia: dall'acquisizione di conoscenze per far luce sulla natura dell'energia oscura alla formulazione di modelli sull'evoluzione dell'Universo. Alcuni esempi:
- Equazione di stato dell'energia oscura - I vuoti possono essere paragonati a bolle dell'Universo e sono sensibili ai mutamenti cosmologici di fondo. L'evoluzione della forma di un vuoto è in gran parte il risultato dell'espansione dell'Universo, e il loro studio permetterebbe di perfezionare il modello Quintessenza + Cold Dark Matter (QCDM) e dotare di maggior accuratezza l'equazione di stato dell'energia oscura[28].
- Modelli di formazione ed evoluzione galattica - I vuoti cosmici contengono un mix di galassie e materia che risulta leggermente diverso da quello di altre regioni dell'Universo. Lo studio dei vuoti potrebbe contribuire alla comprensione dei meccanismi di formazione delle galassie previsti dai modelli Gaussiani adiabatici della materia oscura fredda[29][30].
- Anomalie anisotropiche - Punti freddi nella distribuzione della radiazione cosmica di fondo a microonde, come ad esempio la macchia fredda nella radiazione cosmica di fondo (CMB cold spot), potrebbero essere spiegati per la presenza di un vasto vuoto cosmico con un raggio di circa 120 megaparsec[31].
- Espansione accelerata dell'Universo - Posto che l'energia oscura è attualmente considerata la causa più importante in grado di spiegare l'espansione accelerata dell'Universo, è stata elaborata una teoria che prevede la possibilità che la Via Lattea sia parte di un grande vuoto cosmico anche se non con una così scarsa densità[32].

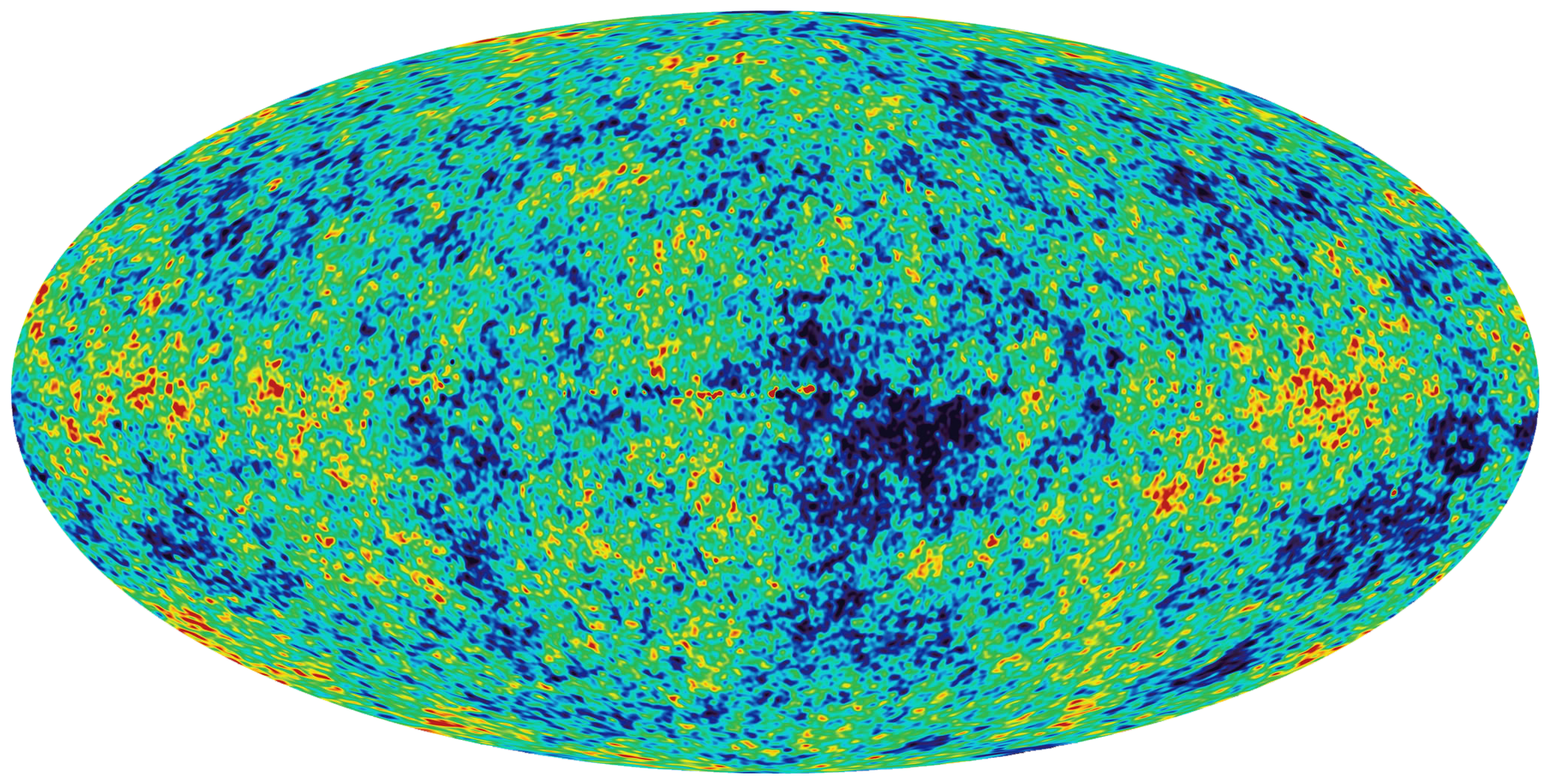
Proiezione della radiazione cosmica di fondo (CMB) nell'Universo.

## Lista di vuoti
Alcuni dei vuoti conosciuti (per una lista più ampia vedi lista dei vuoti)
| #  | Nome                             | Distanza (Mpc) | Diametro (Mpc) |
| -- | -------------------------------- | -------------- | -------------- |
| 1  | Vuoto Locale                     | 188            | 124            |
| 5  | Vuoto del Cane Maggiore          | 82             | 130            |
| 9  | Supervuoto Locale Meridionale    | 135            | 158            |
| 18 | Vuoto della Colomba              | 168            | 144            |
| 19 | Supervuoto di Eridano            | 168            | 152            |
| 20 | Vuoto del Boote                  | 304            | 110            |
| 21 | Vuoto Gigante                    | 201            | 163            |
| 24 | Supervuoto Locale Settentrionale | 86             | 146            |

## Mappa

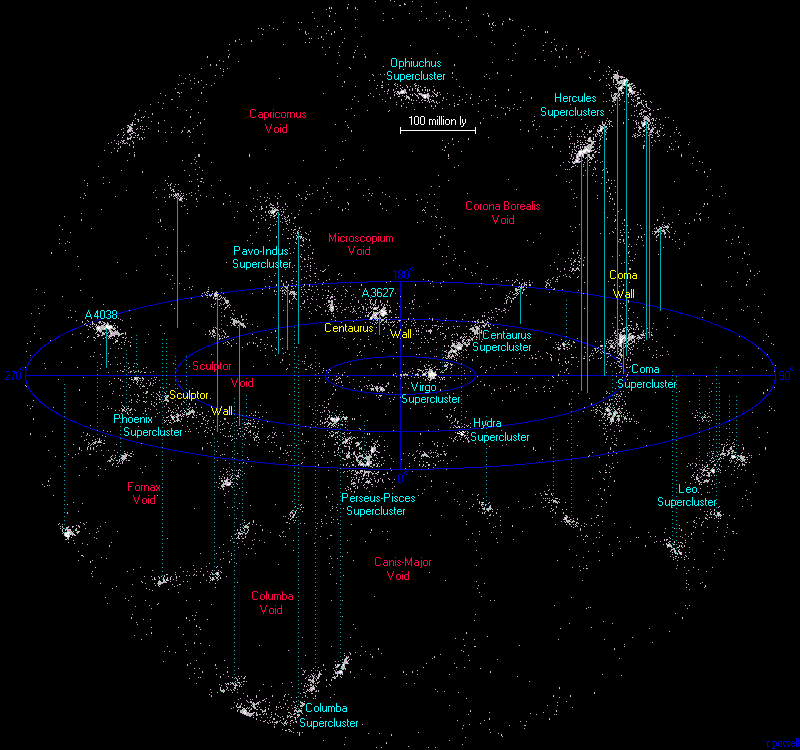
L'Universo osservabile entro 500 milioni di anni luce.